# Campestre de Goiás
Campestre de Goiás este un oraș în Goiás (GO), Brazilia.